# العلاقات الإريترية اللاوسية
العلاقات الإريترية اللاوسية هي العلاقات الثنائية التي تجمع بين إريتريا ولاوس.

## مقارنة بين البلدين
هذه مقارنة عامة ومرجعية للدولتين:
| وجه المقارنة                                              | إريتريا                                      | لاوس        |
| --------------------------------------------------------- | -------------------------------------------- | ----------- |
| المساحة (كم2)                                             | 117.60 ألف                                   | 236.80 ألف  |
| عدد السكان (نسمة)                                         | 6.33 مليون                                   | 6.86 مليون  |
| الكثافة السكانية (ن./كم²)                                 | 53.83                                        | 28.97       |
| العاصمة                                                   | أسمرة                                        | فيينتيان    |
| اللغة الرسمية                                             | اللغة التغرينية، اللغة العربية، لغة إنجليزية | اللغة اللاو |
| العملة                                                    | ناكفا                                        | كيب لاوي    |
| الناتج المحلي الإجمالي (بليون دولار)                      | 2.61 مليار                                   | 16.85 مليار |
| الناتج المحلي الإجمالي (تعادل القوة الشرائية) بليون دولار |                                              | 38.71 مليار |
| الناتج المحلي الإجمالي الاسمي للفرد دولار أمريكي          |                                              | 1.82 ألف    |
| الناتج المحلي الإجمالي للفرد دولار أمريكي                 |                                              |             |
| مؤشر التنمية البشرية                                      | 0.391                                        | 0.575       |
| رمز المكالمات الدولي                                      | +291                                         | +856        |
| رمز الإنترنت                                              | .er                                          | .la         |
| المنطقة الزمنية                                           | ت ع م+03:00                                  | ت ع م+07:00 |

## منظمات دولية مشتركة
يشترك البلدان في عضوية مجموعة من المنظمات الدولية، منها:
| علم المنظمة | اسم المنظمة                        | تاريخ انضمام إريتريا | تاريخ انضمام لاوس |
| ----------- | ---------------------------------- | -------------------- | ----------------- |
|             | مؤسسة التمويل الدولية              | 11 أكتوبر 1995       | 29 يناير 1992     |
|             | منظمة حظر الأسلحة الكيميائية       | ?                    | ?                 |
|             | يونسكو                             | 2 سبتمبر 1993        | 9 يوليو 1951      |
|             | الأمم المتحدة                      | 28 مايو 1993         | 14 ديسمبر 1955    |
|             | منظمة الشرطة الجنائية الدولية      | ?                    | ?                 |
|             | البنك الدولي للإنشاء والتعمير      | 6 يوليو 1994         | 5 يوليو 1961      |
|             | مؤسسة التنمية الدولية              | 6 يوليو 1994         | 28 أكتوبر 1963    |
|             | وكالة ضمان الاستثمار متعدد الأطراف | 10 سبتمبر 1996       | 5 أبريل 2000      |